# Chwałowice (gromada w powiecie tarnobrzeskim)
Chwałowice – dawna gromada, czyli najmniejsza jednostka podziału terytorialnego Polskiej Rzeczypospolitej Ludowej w latach 1954–1972.
Gromady, z gromadzkimi radami narodowymi (GRN) jako organami władzy najniższego stopnia na wsi, funkcjonowały od reformy reorganizującej administrację wiejską przeprowadzonej jesienią 1954 do momentu ich zniesienia z dniem 1 stycznia 1973, tym samym wypierając organizację gminną w latach 1954–1972.
Gromadę Chwałowice z siedzibą GRN w Chwałowicach utworzono – jako jedną z 8759 gromad na obszarze Polski – w powiecie tarnobrzeskim w woj. rzeszowskim na mocy uchwały nr 34/54 WRN w Rzeszowie z dnia 5 października 1954. W skład jednostki weszły obszary dotychczasowych gromad Chwałowice i Witkowice ze zniesionej gminy Radomyśl n/Sanem w tymże powiecie. Dla gromady ustalono 16 członków gromadzkiej rady narodowej.
Była to najdalej na północ wysunięta gromada woj. rzeszowskiego.
30 czerwca 1960 gromadę zniesiono, włączając jej obszar do gromady Antoniów w tymże powiecie.